# Kabouterdans
De Kabouterdans is een single en hit uit maart 2000 van de Vlaamse Kabouter Plop afkomstig uit de gelijknamige televisieserie. Plop wordt gespeeld door acteur Walter De Donder.
De single was een groot succes in de Nederlandse hitlijsten. Het stond in totaal 64 weken in de Mega 100, wat tot februari 2010 het record was voor de langstgenoteerde plaat ooit. Alleen Somebody that I used to know van Gotye (71 weken) en No one but you van B-Yentl (67 weken) hebben langer in de Mega Top 50 en voorgangers gestaan. In de Mega Top 50 en voorgangers heeft de single nog wel het record van langst genoteerde single ooit met 64 weken. In de Nederlandse Top 40 stond de single drie weken genoteerd. In België stond het nummer 26 weken in de hitlijst.
Uiteindelijk waren er meer dan 40.000 exemplaren van de Kabouterdans verkocht, goed voor een Gouden plaat.
Het refrein heeft een bijbehorend dansje; de "kabouterdans". Deze bestaat uit vijf handelingen, namelijk eerst een keer in het rond draaien, dan met de voeten op de grond stampen, met de armen in de lucht zwaaien, gaan zitten en ten slotte ronddraaien "als een gans".
De videoclip is opgenomen in het Belgische attractiepark Plopsaland De Panne. Een deel van de scènes zijn hierbij in de darkride Het Bos van Plop opgenomen.

## Voetbaldans
In 2010 werd ter gelegenheid van het WK 2010 een voetbaldans gemaakt. Het is een remake van De kabouterdans maar dan met een andere tekst.
| Kabouterdans in de Nederlandse Top 40 - binnen: 31 maart 2001 | Kabouterdans in de Nederlandse Top 40 - binnen: 31 maart 2001 | Kabouterdans in de Nederlandse Top 40 - binnen: 31 maart 2001 | Kabouterdans in de Nederlandse Top 40 - binnen: 31 maart 2001 | Kabouterdans in de Nederlandse Top 40 - binnen: 31 maart 2001 |
| Week                                                          | 1                                                             | 2                                                             | 3                                                             |                                                               |
| ------------------------------------------------------------- | ------------------------------------------------------------- | ------------------------------------------------------------- | ------------------------------------------------------------- | ------------------------------------------------------------- |
| Nummer                                                        | 18                                                            | 18                                                            | 37                                                            | Uit                                                           |

| Kabouterdans in de Mega Top 100 - binnen: 2 december 2000 | Kabouterdans in de Mega Top 100 - binnen: 2 december 2000 | Kabouterdans in de Mega Top 100 - binnen: 2 december 2000 | Kabouterdans in de Mega Top 100 - binnen: 2 december 2000 | Kabouterdans in de Mega Top 100 - binnen: 2 december 2000 | Kabouterdans in de Mega Top 100 - binnen: 2 december 2000 | Kabouterdans in de Mega Top 100 - binnen: 2 december 2000 | Kabouterdans in de Mega Top 100 - binnen: 2 december 2000 | Kabouterdans in de Mega Top 100 - binnen: 2 december 2000 | Kabouterdans in de Mega Top 100 - binnen: 2 december 2000 | Kabouterdans in de Mega Top 100 - binnen: 2 december 2000 | Kabouterdans in de Mega Top 100 - binnen: 2 december 2000 | Kabouterdans in de Mega Top 100 - binnen: 2 december 2000 | Kabouterdans in de Mega Top 100 - binnen: 2 december 2000 | Kabouterdans in de Mega Top 100 - binnen: 2 december 2000 | Kabouterdans in de Mega Top 100 - binnen: 2 december 2000 | Kabouterdans in de Mega Top 100 - binnen: 2 december 2000 | Kabouterdans in de Mega Top 100 - binnen: 2 december 2000 | Kabouterdans in de Mega Top 100 - binnen: 2 december 2000 | Kabouterdans in de Mega Top 100 - binnen: 2 december 2000 | Kabouterdans in de Mega Top 100 - binnen: 2 december 2000 | Kabouterdans in de Mega Top 100 - binnen: 2 december 2000 | Kabouterdans in de Mega Top 100 - binnen: 2 december 2000 | Kabouterdans in de Mega Top 100 - binnen: 2 december 2000 | Kabouterdans in de Mega Top 100 - binnen: 2 december 2000 | Kabouterdans in de Mega Top 100 - binnen: 2 december 2000 | Kabouterdans in de Mega Top 100 - binnen: 2 december 2000 | Kabouterdans in de Mega Top 100 - binnen: 2 december 2000 | Kabouterdans in de Mega Top 100 - binnen: 2 december 2000 | Kabouterdans in de Mega Top 100 - binnen: 2 december 2000 | Kabouterdans in de Mega Top 100 - binnen: 2 december 2000 | Kabouterdans in de Mega Top 100 - binnen: 2 december 2000 | Kabouterdans in de Mega Top 100 - binnen: 2 december 2000 |
| Week                                                      | 1                                                         | 2                                                         | 3                                                         | 4                                                         | 5                                                         | 6                                                         | 7                                                         | 8                                                         | 9                                                         | 10                                                        | 11                                                        | 12                                                        | 13                                                        | 14                                                        | 15                                                        | 16                                                        | 17                                                        | 18                                                        | 19                                                        | 20                                                        | 21                                                        | 22                                                        | 23                                                        | 24                                                        | 25                                                        | 26                                                        | 27                                                        | 28                                                        | 29                                                        | 30                                                        | 31                                                        | 32                                                        |
| --------------------------------------------------------- | --------------------------------------------------------- | --------------------------------------------------------- | --------------------------------------------------------- | --------------------------------------------------------- | --------------------------------------------------------- | --------------------------------------------------------- | --------------------------------------------------------- | --------------------------------------------------------- | --------------------------------------------------------- | --------------------------------------------------------- | --------------------------------------------------------- | --------------------------------------------------------- | --------------------------------------------------------- | --------------------------------------------------------- | --------------------------------------------------------- | --------------------------------------------------------- | --------------------------------------------------------- | --------------------------------------------------------- | --------------------------------------------------------- | --------------------------------------------------------- | --------------------------------------------------------- | --------------------------------------------------------- | --------------------------------------------------------- | --------------------------------------------------------- | --------------------------------------------------------- | --------------------------------------------------------- | --------------------------------------------------------- | --------------------------------------------------------- | --------------------------------------------------------- | --------------------------------------------------------- | --------------------------------------------------------- | --------------------------------------------------------- |
| Nummer                                                    | 62                                                        | 34                                                        | 29                                                        | 31                                                        | 46                                                        | 47                                                        | 39                                                        | 51                                                        | 59                                                        | 57                                                        | 60                                                        | 55                                                        | 47                                                        | 33                                                        | 24                                                        | 18                                                        | 12                                                        | 11                                                        | 12                                                        | 10                                                        | 10                                                        | 10                                                        | 15                                                        | 16                                                        | 19                                                        | 21                                                        | 25                                                        | 31                                                        | 37                                                        | 30                                                        | 30                                                        | 30                                                        |
| Week                                                      | 33                                                        | 34                                                        | 35                                                        | 36                                                        | 37                                                        | 38                                                        | 39                                                        | 40                                                        | 41                                                        | 42                                                        | 43                                                        | 44                                                        | 45                                                        | 46                                                        | 47                                                        | 48                                                        | 49                                                        | 50                                                        | 51                                                        | 52                                                        | 53                                                        | 54                                                        | 55                                                        | 56                                                        | 57                                                        | 58                                                        | 59                                                        | 60                                                        | 61                                                        | 62                                                        | 63                                                        | 64                                                        |
| Nummer                                                    | 33                                                        | 37                                                        | 48                                                        | 50                                                        | 39                                                        | 39                                                        | 34                                                        | 28                                                        | 26                                                        | 30                                                        | 30                                                        | 33                                                        | 35                                                        | 41                                                        | 41                                                        | 40                                                        | 49                                                        | 50                                                        | 45                                                        | 41                                                        | 29                                                        | 17                                                        | 20                                                        | 25                                                        | 23                                                        | 28                                                        | 38                                                        | 37                                                        | 51                                                        | 51                                                        | 58                                                        | 74                                                        |